# Квартет Гварнері (фільм)
«Квартет Гварнері» (рос. «Квартет Гварнери») — український радянський 2-серійний художній фільм 1978 року режисера Вадима Костроменка.

## Сюжет
В основі фільму — справжні події. 1920-і роки — громадянська війна в Росії. Чекіст Возніцин і четверо музикантів вступають в протиборство з групою іноземців, які намагаються вивезти колекцію раритетних музичних інструментів…

## У ролях
- Михайло Кузнєцов — Лактіонов, відомий музикант з Большого театру
- Юрій Соломін — Возніцин, чекіст
- Олексій Свекло — Даниш
- Георгій Назаренко — Куринін
- Михайло Кисляров — Сухлинський
- Тетяна Іванова — Сушко
- Юрій Прохоров — Прохор
- Вацлав Дворжецький — Буторін
- Дмитро Миргородський — Мухортов
- Всеволод Якут — Томсон
- Олександр Яковлєв — Конглінг
- Віктор Барков — генерал Гірін
- Микола Фалєєв — директор театру
- В інших ролях: О. Андріанова, Олександр Беніамінов, Борис Болдиревський, Іван Жеваго, Віктор Мірошниченко, Віктор М'ягкий, Олександр Пархоменко, Раїса Пироженко, Ніна Реус, Микола Сектименко, Михайло Складан, Володимир Ячмінський, Любов Ващук, В'ячеслав Воронін, Вадим Голик, Володимир Гузар, Олександр Дейцев, Валерій Мотренко, Борис Руднєв, Марія Капнист та багато інших…

## Творча група
- Сценарист: Владлен Куксов
- Режисер-постановник: Вадим Костроменко
- Оператор-постановник: Микола Ільчук
- Композитор: Владислав Кладницький
- Режисер: С. Цивилько
- Редактори: З. Єргалієва, О. Шульга
- Директор картини: Феодосія Вишнякова